# 顕微鏡図譜

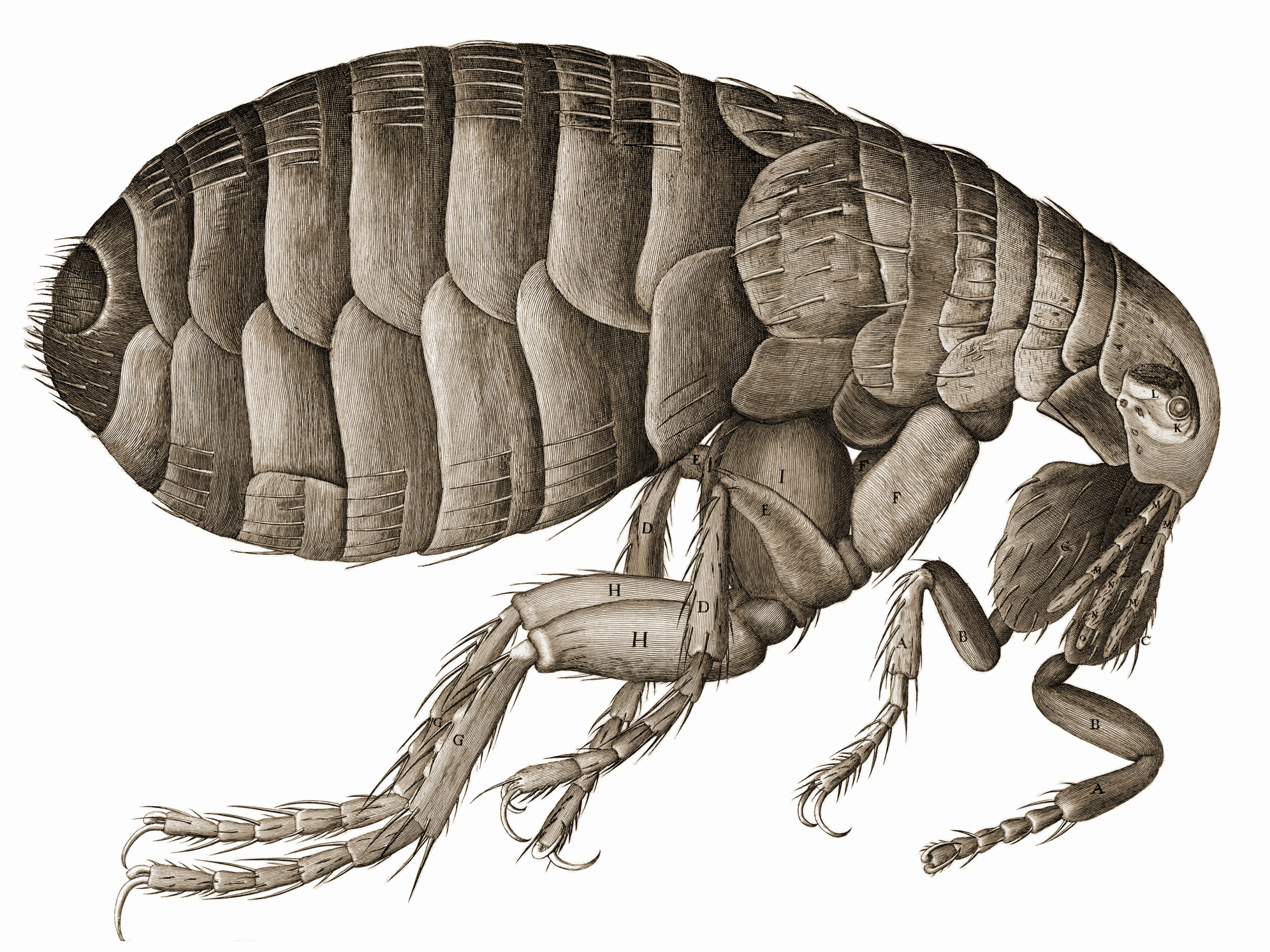
ノミの拡大図。『顕微鏡図譜』より。

『顕微鏡図譜』（けんびきょうずふ、原題：Micrographia）は、ロバート・フックが1665年に発刊した図鑑。
正式な邦題は『微小体の顕微鏡図譜とその学問的記述について』（びしょうたいのけんびきょうずふとそのがくもんてききじゅつについて）。

## 内容
フックが作った顕微鏡を用いて、ノミ、シラミなどの昆虫、コルク、黴、苔などの植物、針の先や剃刀といった無機物まで、さまざまな物を顕微鏡で見たスケッチ計70点を掲載する。

## 『顕微鏡図譜』の図版

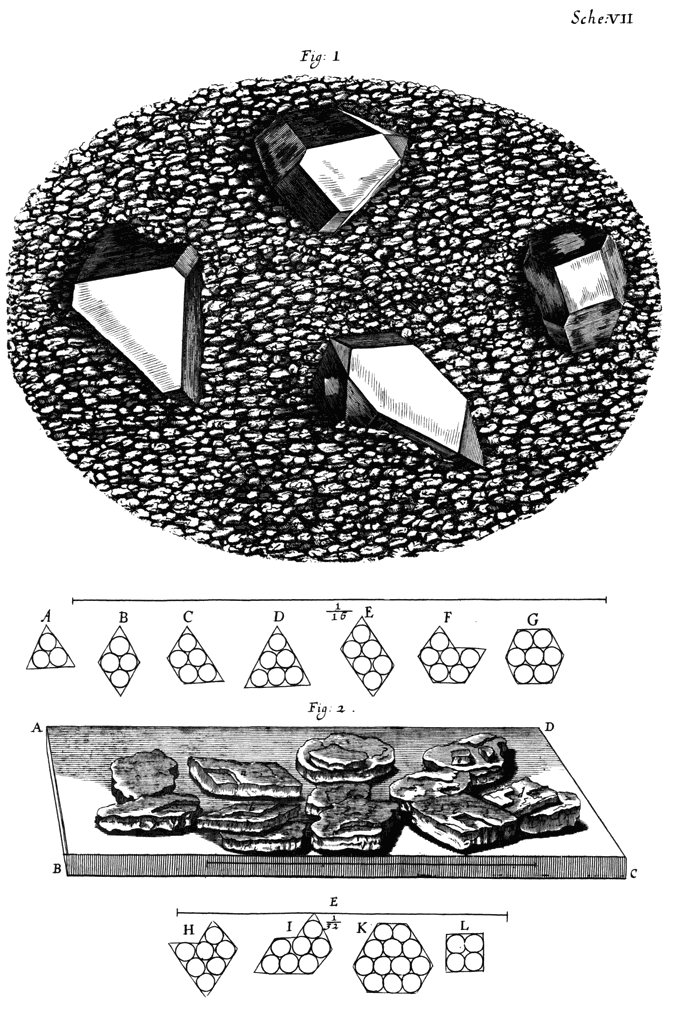
結晶
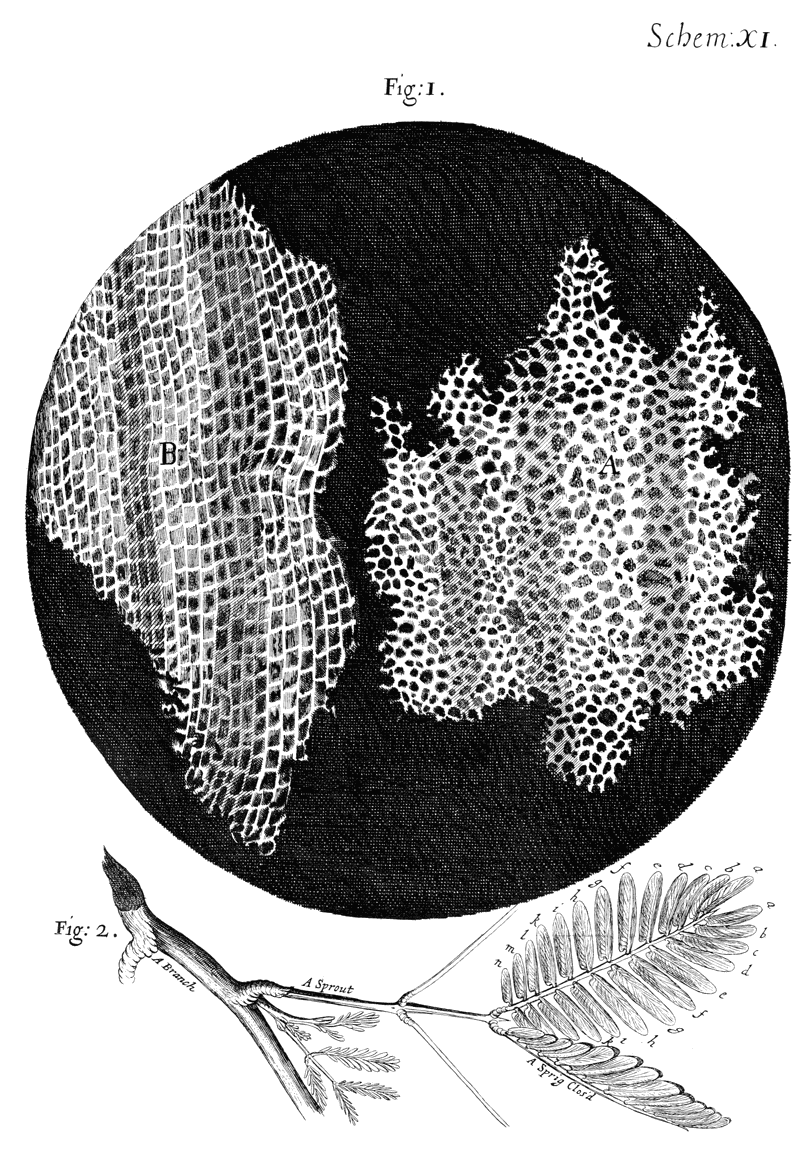
コルク
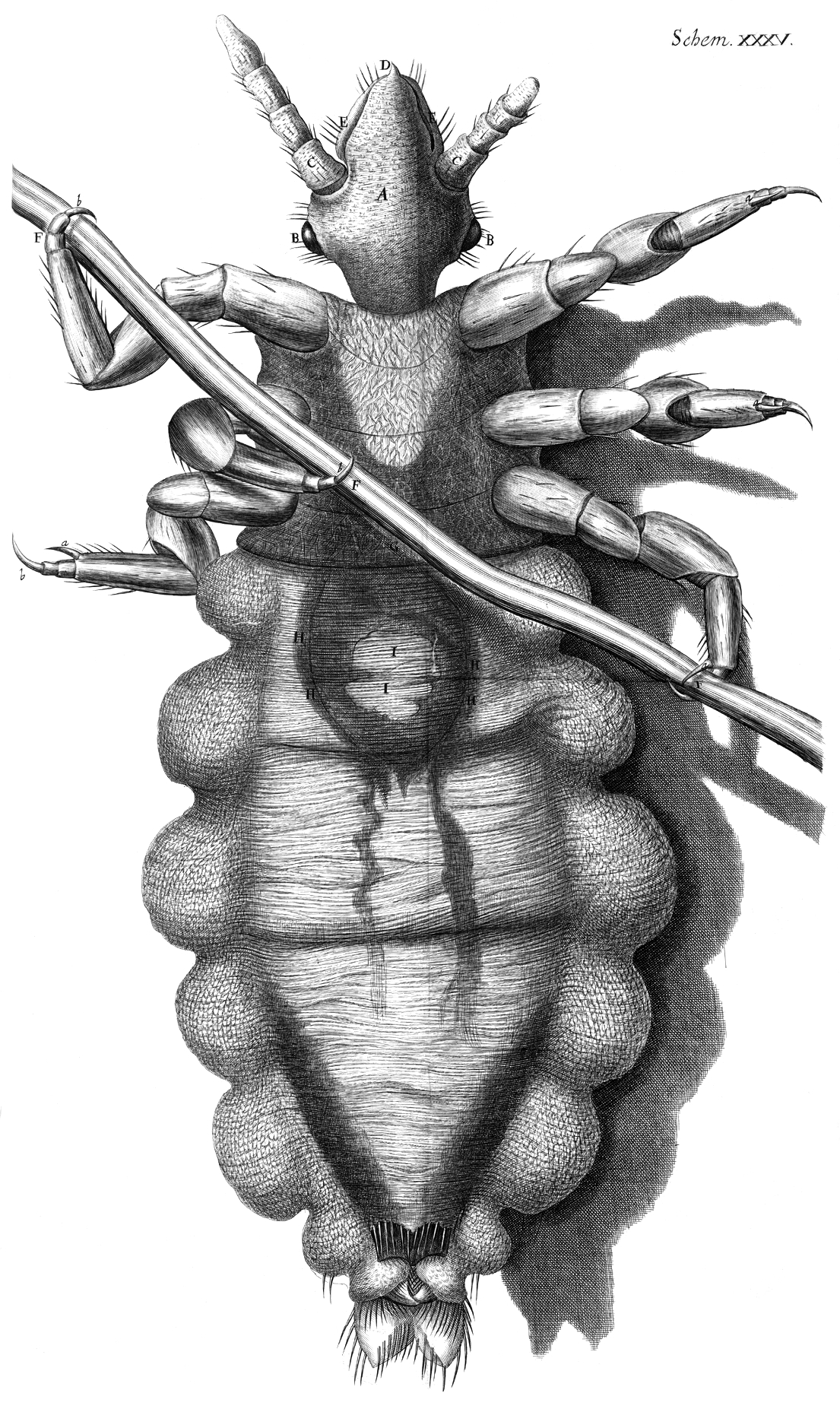
シラミ
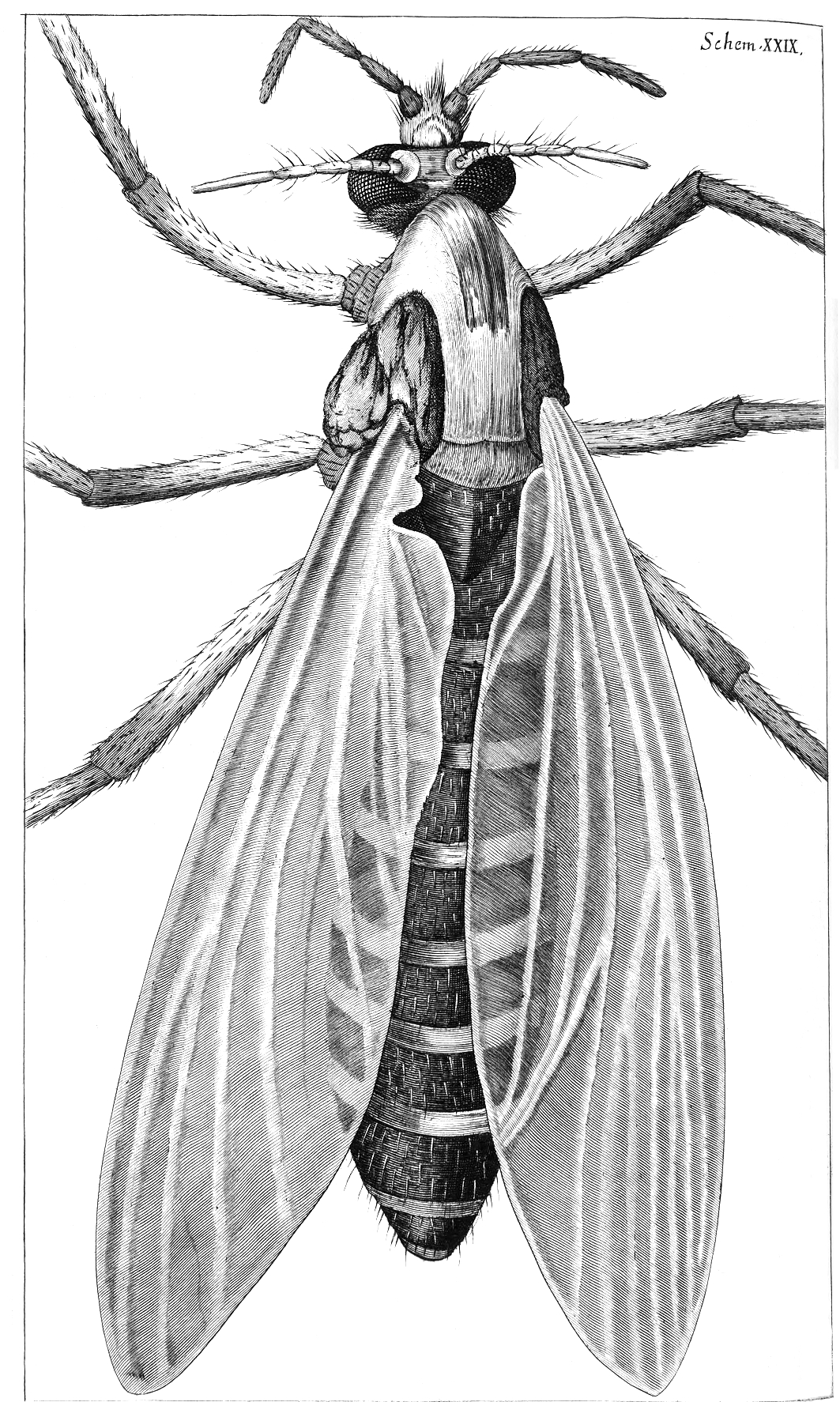
ブヨ
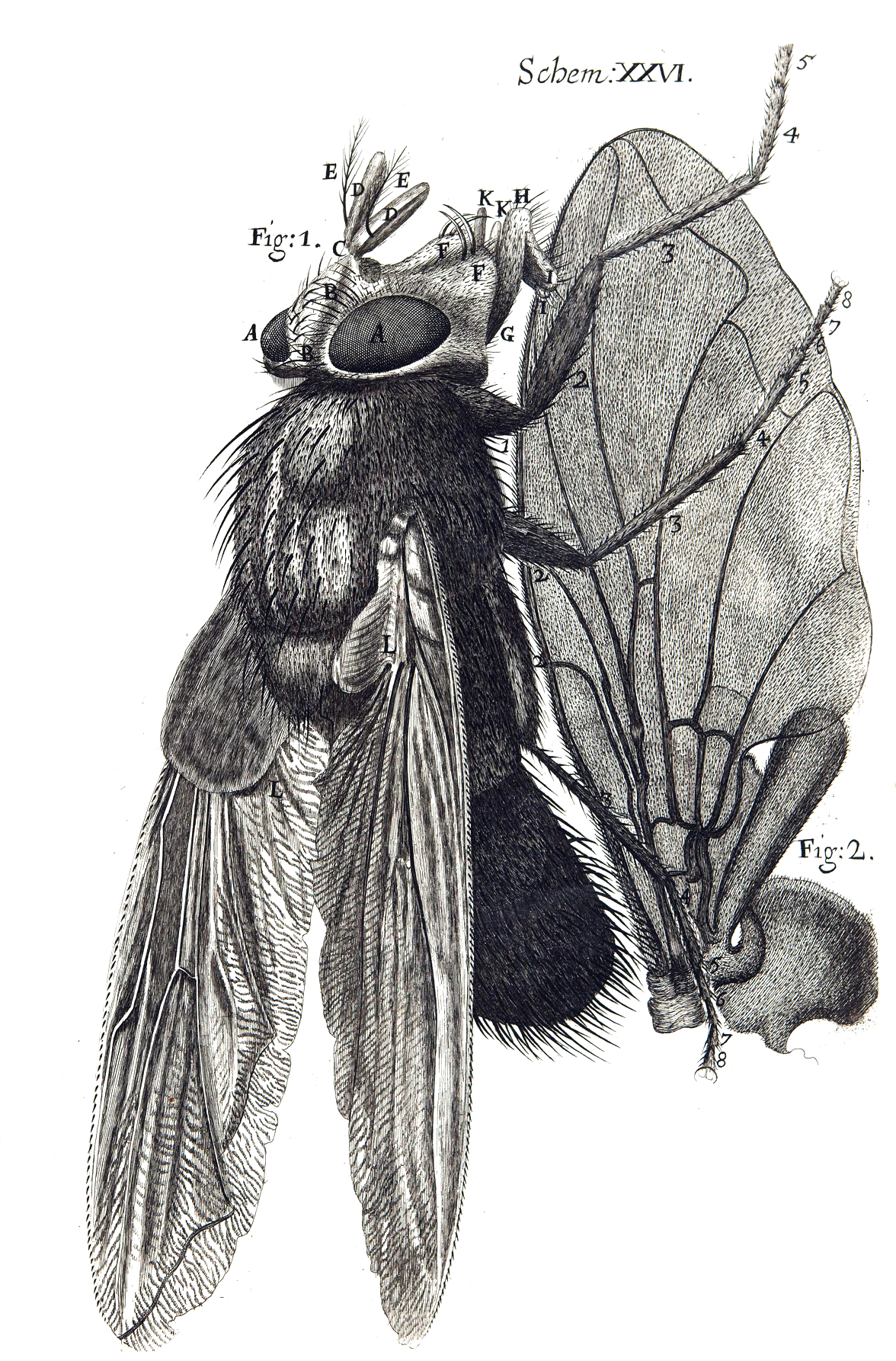
ハエ
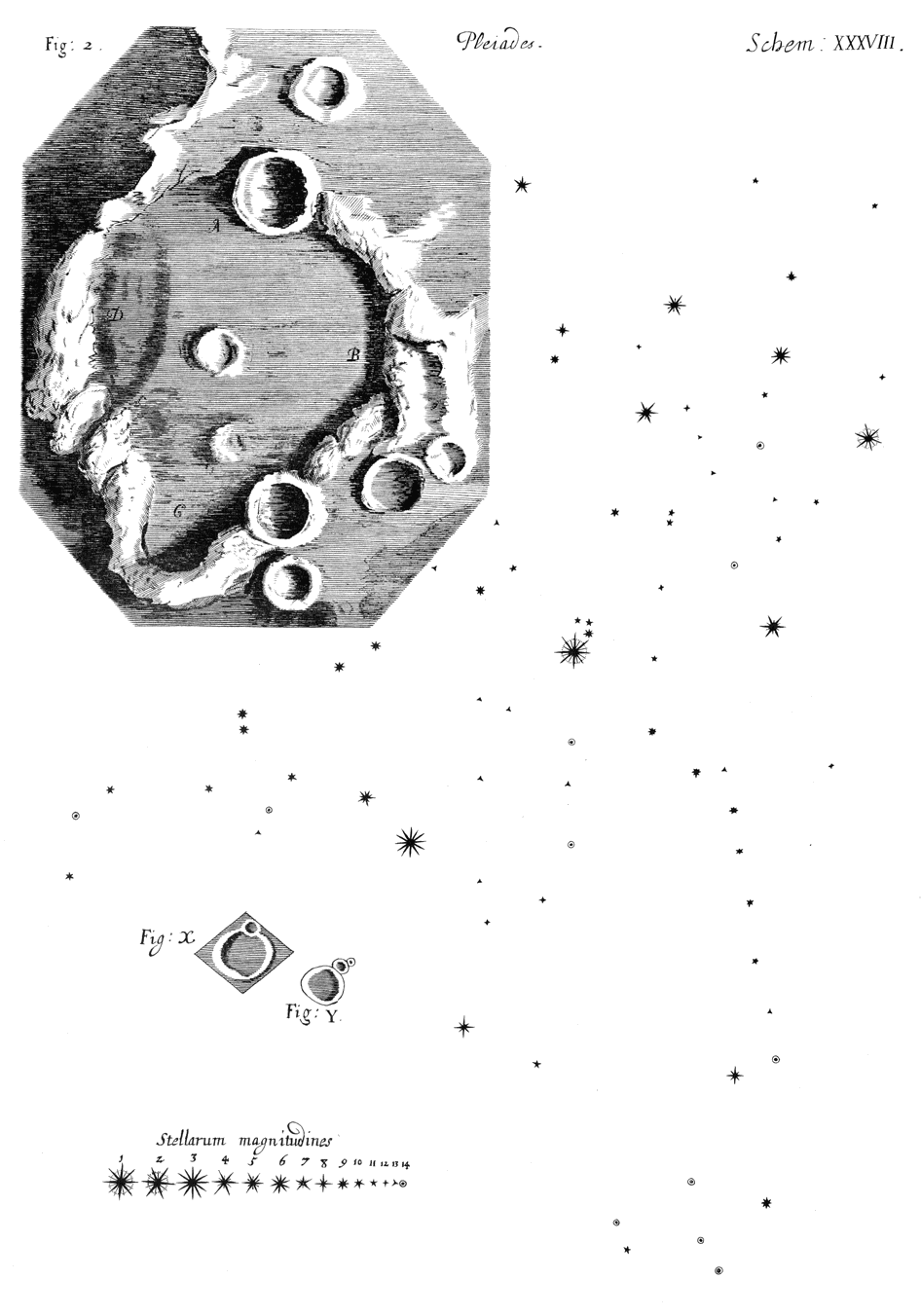
月

## 日本語訳
- ロバート・フック 著、板倉聖宣,永田英治 訳『ミクログラフィア：微小世界図説』仮説社〈科学古典双書2〉、1984年。ISBN 9784773500530。
- ロバート・フック 著、永田英治, 板倉聖宣 訳『ミクログラフィア：微小世界図説：図版集』仮説社、1985年。ISBN 9784773500585。

## 外部サイト
- roberthooke.org.uk（英）
- The Project Gutenberg eBook, Micrographia, by Robert Hooke（英） - 『顕微鏡図譜』英語原文のHTML版。すべての図版を含む。